# 79式対舟艇対戦車誘導弾
79式対舟艇対戦車誘導弾（ななきゅうしきたいしゅうていたいせんしゃゆうどうだん）、型式名ATM-2は、日本の川崎重工業が開発し、陸上自衛隊で使用されている第2世代の多目的ミサイルである。戦車や舟艇を主な攻撃対象とする。通称重MAT。

## 概要
1964年（昭和39年）から川崎重工業が開発を行い、1979年（昭和54年）に制式化された。
島国である日本の国情を反映して、対戦車攻撃能力だけでなく上陸用舟艇への攻撃能力が盛り込まれている。システムは発射機1型および2型、照準器、送信器などからなり、2両の専用型73式小型トラックにより運搬される。発射装置の組み合わせにより3種類の設置方式があり、状況に応じて選択されるが、小型トラックからの車上射撃は実施できず、発射機を一旦地上に設置する必要がある。
誘導方式は、有線式の半自動指令照準線一致（SACLOS）誘導方式である。飛翔速度は64式対戦車誘導弾の倍以上と改善された。飛翔経路の修正は誘導弾後部のキセノンランプから発せられる赤外線を照準器が受光し、照準線との誤差に応じた操舵量を送信器が自動的に算定し、有線を通じて誘導信号を伝達することにより行われる。すなわち、誘導手が照準器で目標を捉え続ける必要があり、ミサイルは誘導信号の伝達用ワイヤーを曳いて飛翔する。弾頭には対戦車榴弾（HEAT：成形炸薬弾）と対舟艇榴弾（HEAS：磁気信管使用の通常榴弾）の2種類が用意されており、どちらかを選択して発射する。
89式装甲戦闘車の砲塔側面にも装備されているが、発射装置の互換性は無い。さらに、こちらの場合は地上に設置することもできない。

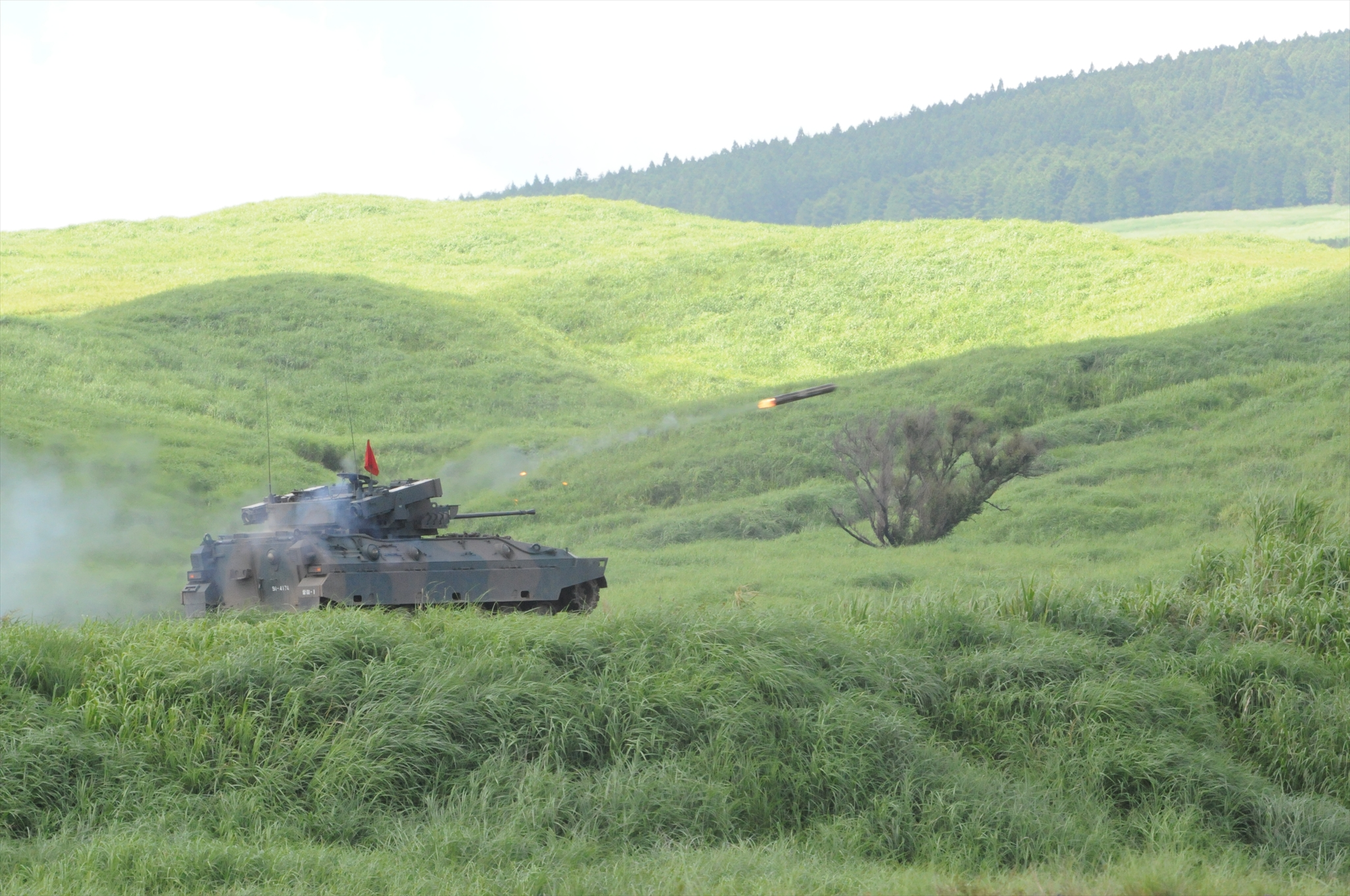
89式装甲戦闘車から発射される79式誘導弾
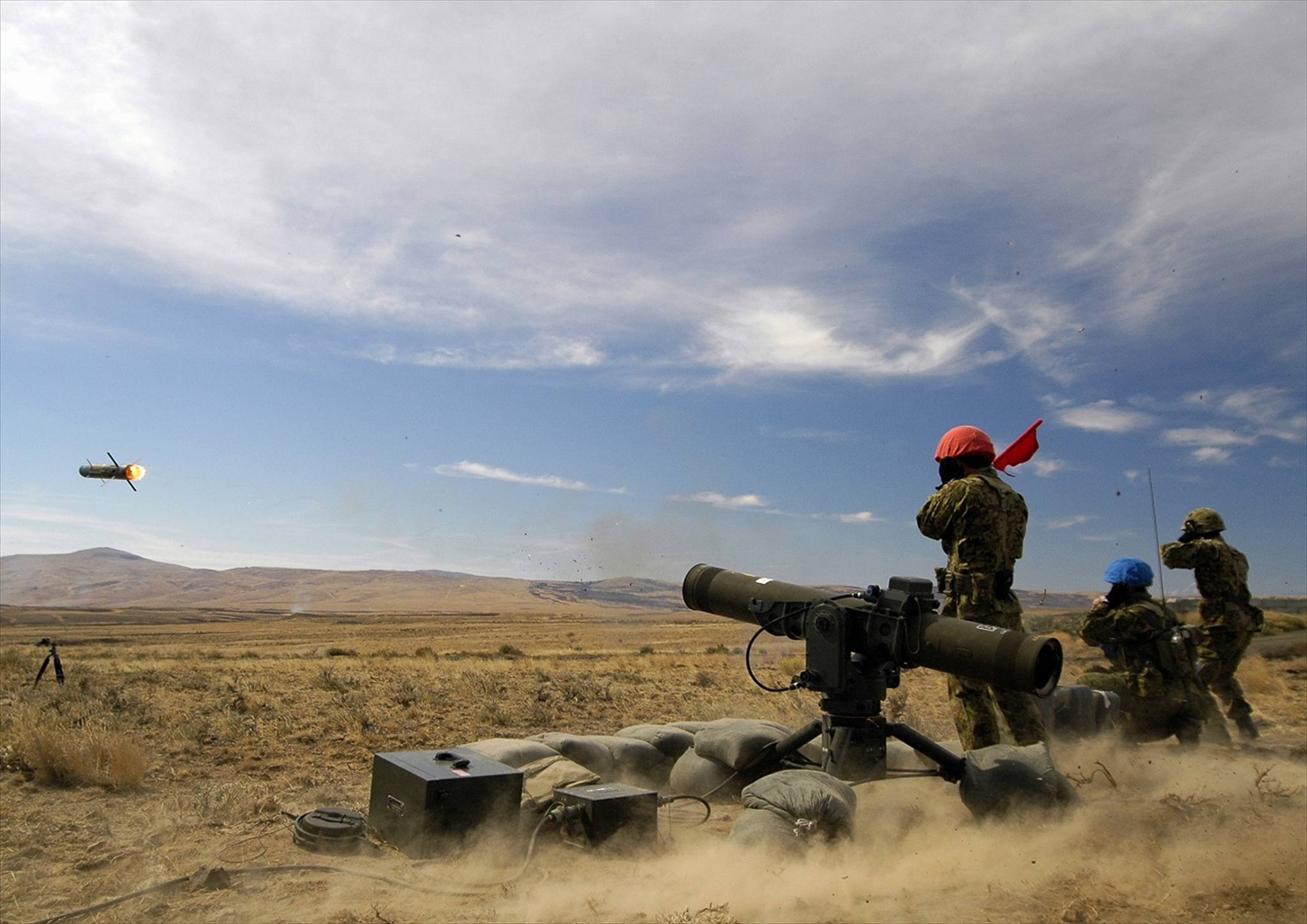
アメリカでの発射訓練
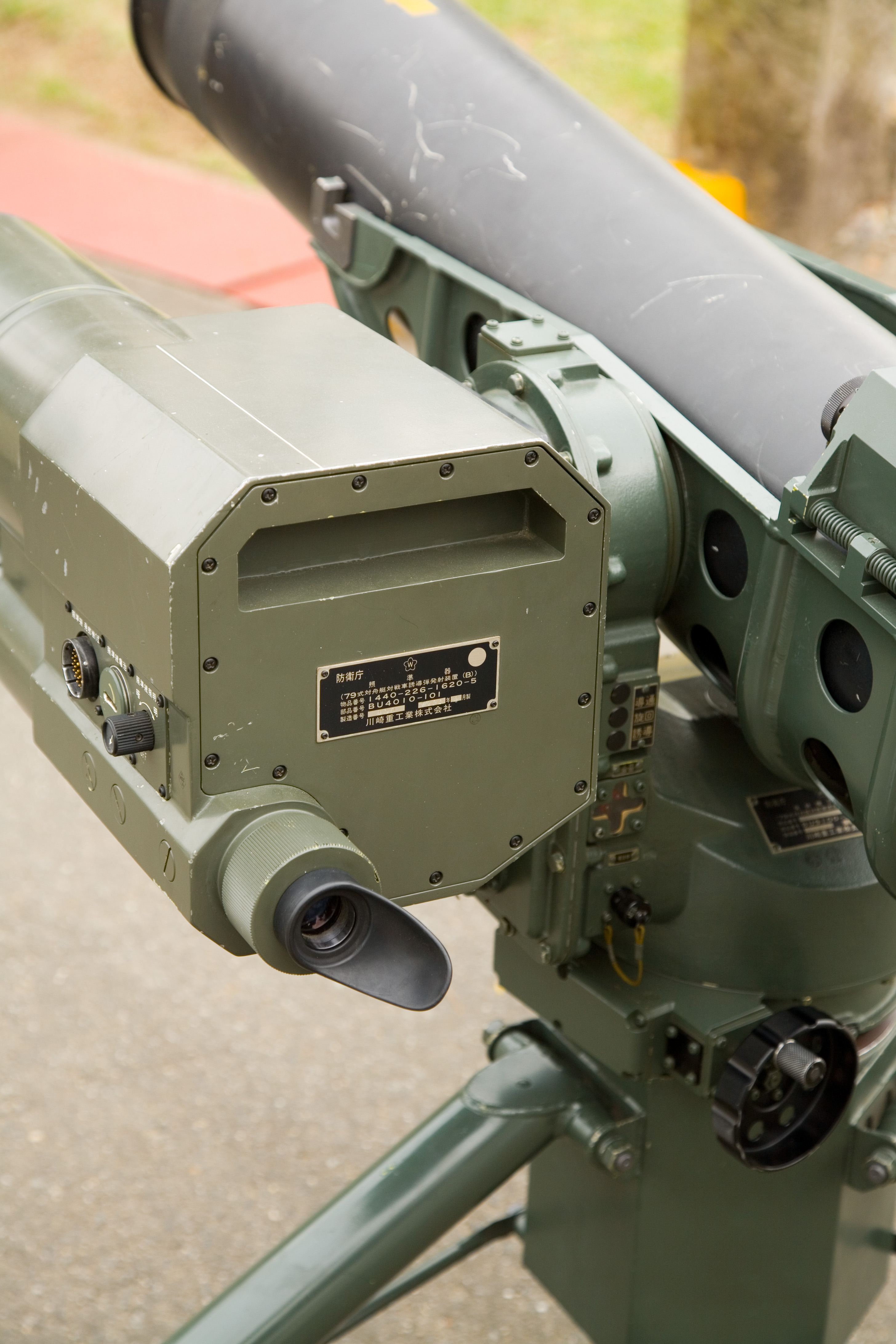
照準器
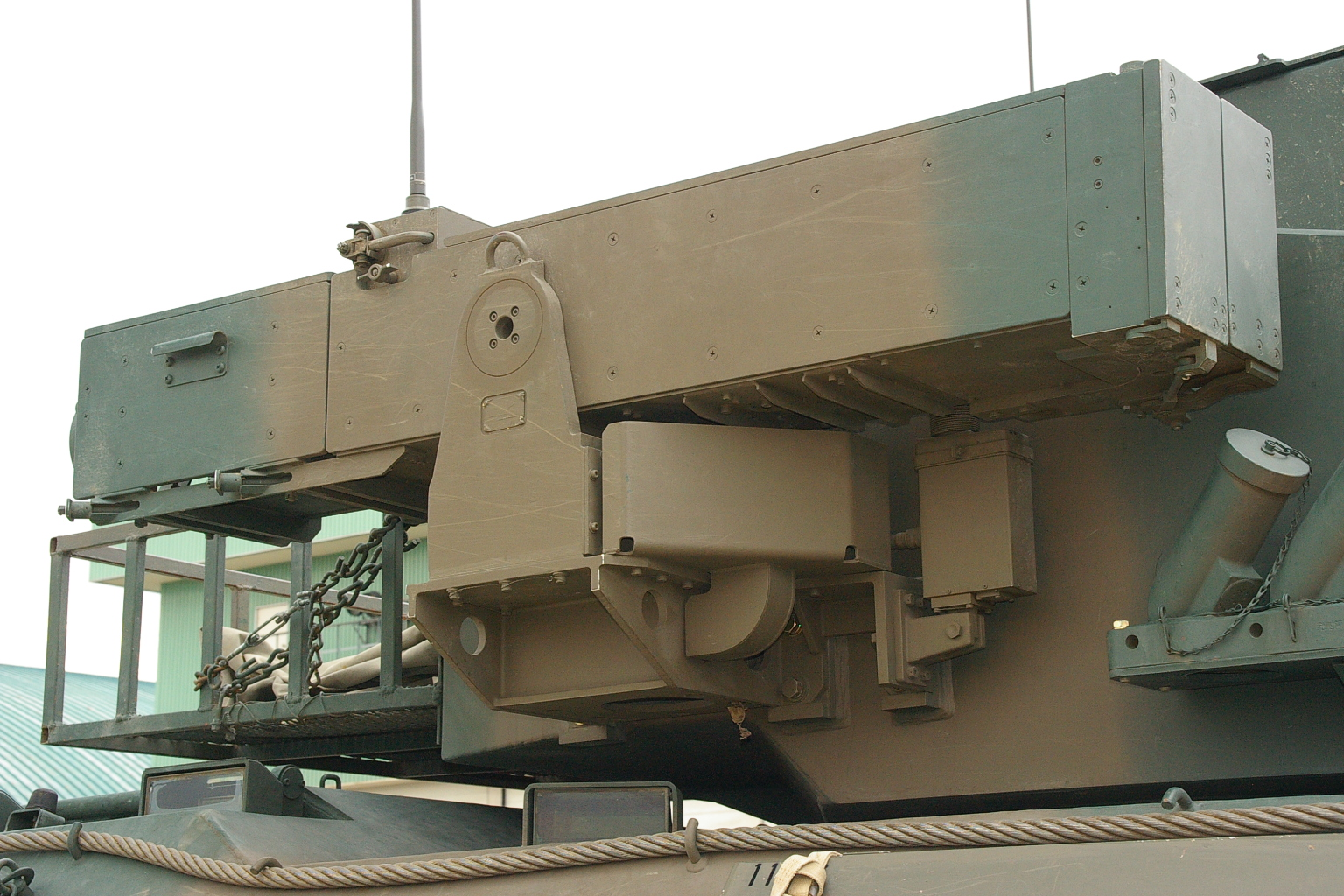
車載型発射装置（89式装甲戦闘車搭載型）

## 運用
1995年（平成7年）までに240基の発射機が調達されている。当初の配備先は、師団直轄の対戦車隊で随時改編により主に第9師団および第12旅団直轄の対戦車隊（中隊）および普通科連隊（甲）隷下の対戦車中隊および隷下に対戦車中隊を持たない部隊の一部では本部管理中隊隷下の対戦車隊、普通科中隊の対戦車小隊に配備されていた。
老朽化が進むと順次に退役していき、2023年（令和5年）3月15日付の部隊改編に伴い、第12対戦車中隊の廃止をもって、地上発射型の運用は終了した。その後も、89式装甲戦闘車を装備する第11普通科連隊、普通科教導連隊での運用は継続されている。
後継として、光ファイバーケーブルによる有線誘導の96式多目的誘導弾システムが1996年（平成8年）に制式化されたが、システム一式の価格が高価かつ複雑であるために配備が進まず、2009年（平成21年）度から調達が開始された中距離多目的誘導弾にも79式対舟艇戦車誘導弾の後継としての能力が盛り込まれている。

## 事故
2010年（平成22年）4月22日、吉井分屯地にある吉井弾薬支処で電流を流して安全装置を点検していた誘導弾が突如点火し、施設の壁を破って土手に突き刺さるという事故が発生した。誘導弾の発射が電気式で、高圧電流を流したのが原因で誤発射が発生したと考えられ、弾頭は爆発せず、けが人もいなかったが「不適切である」として火箱芳文陸上幕僚長が陳謝した。

## 登場作品

### 映画
『ガメラ2 レギオン襲来』
ガメラ援護を決断した陸上自衛隊が使用。有線誘導方式のため巨大レギオンが発する妨害電波の影響を受け難く、波状攻撃を行うことで数発を干渉波クローに命中させ、破壊することに成功する。

### ゲーム
『Wargame Red Dragon』
自衛隊デッキに「JYU-MAT」の名称で登場する。
『War Thunder』
89式装甲戦闘車に搭載されている。

### 小説
『続・戦国自衛隊』
戦国時代にタイムスリップした自衛隊の装備として、89式装甲戦闘車に搭載されたものが小説版・漫画版ともに登場。
『ルーントルーパーズ 自衛隊漂流戦記』
異世界に飛ばされた自衛隊の装備として登場。89式装甲戦闘車に搭載されており、遺跡で崩落した岩を破壊するために使用。